# Südostasiatische Formel-4-Meisterschaft 2020
Die südostasiatische Formel-4-Meisterschaft 2020 (offiziell Formula 4 South East Asia Championship – Fueled by Petron 2020) wäre die fünfte Saison der südostasiatischen Formel-4-Meisterschaft gewesen. Es waren 16 Rennen eingeplant gewesen, die Meisterschaft wäre nur in Malaysia ausgetragen worden. 
Der Saisonbeginn wurde aufgrund der globalen COVID-19-Pandemie zuerst verschoben, dann wurde Mitte Mai ein vereinfachter Rennkalender angekündigt und im Verlauf des Jahres die ganze Saison dann endgültig abgebrochen.

## Rennkalender
Es hätte vier Rennwochenenden auf einer Rennstrecke mit je vier Rennen stattfinden sollen. Im Vergleich zum Vorjahr wären somit Buriram und Irungattukottai aus dem Rennkalender geflogen. 
| Nr. | Datum  | Rennstrecke                             | Sieger   | Zweiter  | Dritter  | Pole-Position | Schnellste Rennrunde |
| --- | ------ | --------------------------------------- | -------- | -------- | -------- | ------------- | -------------------- |
| —.  | ??. ?? | Sepang International Circuit (Sepang 1) | abgesagt | abgesagt | abgesagt | abgesagt      | abgesagt             |
| —.  | ??. ?? | Sepang International Circuit (Sepang 1) | abgesagt | abgesagt | abgesagt | abgesagt      | abgesagt             |
| —.  | ??. ?? | Sepang International Circuit (Sepang 1) | abgesagt | abgesagt | abgesagt | abgesagt      | abgesagt             |
| —.  | ??. ?? | Sepang International Circuit (Sepang 1) | abgesagt | abgesagt | abgesagt | abgesagt      | abgesagt             |
| —.  | ??. ?? | Sepang International Circuit (Sepang 2) | abgesagt | abgesagt | abgesagt | abgesagt      | abgesagt             |
| —.  | ??. ?? | Sepang International Circuit (Sepang 2) | abgesagt | abgesagt | abgesagt | abgesagt      | abgesagt             |
| —.  | ??. ?? | Sepang International Circuit (Sepang 2) | abgesagt | abgesagt | abgesagt | abgesagt      | abgesagt             |
| —.  | ??. ?? | Sepang International Circuit (Sepang 2) | abgesagt | abgesagt | abgesagt | abgesagt      | abgesagt             |
| —.  | ??. ?? | Sepang International Circuit (Sepang 3) | abgesagt | abgesagt | abgesagt | abgesagt      | abgesagt             |
| —.  | ??. ?? | Sepang International Circuit (Sepang 3) | abgesagt | abgesagt | abgesagt | abgesagt      | abgesagt             |
| —.  | ??. ?? | Sepang International Circuit (Sepang 3) | abgesagt | abgesagt | abgesagt | abgesagt      | abgesagt             |
| —.  | ??. ?? | Sepang International Circuit (Sepang 3) | abgesagt | abgesagt | abgesagt | abgesagt      | abgesagt             |
| —.  | ??. ?? | Sepang International Circuit (Sepang 4) | abgesagt | abgesagt | abgesagt | abgesagt      | abgesagt             |
| —.  | ??. ?? | Sepang International Circuit (Sepang 4) | abgesagt | abgesagt | abgesagt | abgesagt      | abgesagt             |
| —.  | ??. ?? | Sepang International Circuit (Sepang 4) | abgesagt | abgesagt | abgesagt | abgesagt      | abgesagt             |
| —.  | ??. ?? | Sepang International Circuit (Sepang 4) | abgesagt | abgesagt | abgesagt | abgesagt      | abgesagt             |

## Wertung

### Punktesystem
Bei jedem Rennen hätten die ersten zehn des Rennens 25, 18, 15, 12, 10, 8, 6, 4, 2 bzw. 1 Punkt(e) bekommen. Es hätte drei Punkte für die Pole-Position und einen für die schnellste Rennrunde geben sollen.
| Punkteverteilung | Punkteverteilung | Punkteverteilung | Punkteverteilung | Punkteverteilung | Punkteverteilung | Punkteverteilung | Punkteverteilung | Punkteverteilung | Punkteverteilung | Punkteverteilung | Punkteverteilung | Punkteverteilung |
| ---------------- | ---------------- | ---------------- | ---------------- | ---------------- | ---------------- | ---------------- | ---------------- | ---------------- | ---------------- | ---------------- | ---------------- | ---------------- |
| Platz            | 1                | 2                | 3                | 4                | 5                | 6                | 7                | 8                | 9                | 10               | PP               | SR               |
| Punkte           | 25               | 18               | 15               | 12               | 10               | 8                | 6                | 4                | 2                | 1                | 3                | 1                |